# Hooksett (CDP)
Hooksett CDP ist ein Census-designated place (CDP) in der Town of Hooksett im Merrimack County im US-Bundesstaat New Hampshire. Die Volkszählung von 2020 erfasste 5.283 Einwohner. Der CDP wurde im Jahr 2002 erstmals vom Census definiert.

## Lage
Der Ort liegt bei den Koordinaten 43° 5' 34.97" Nord und 71° 27' 24.86" West auf einer Höhe von 84 Metern über dem Meeresspiegel zu beiden Seiten des hier in Nord-Süd-Richtung fließenden Merrimack Rivers. Die 15,1 km² große Fläche des Gebietes setzt sich zusammen aus 14 km² Land- und 1,1 km² Wasserfläche. Die Westgrenze bildet die Interstate 93, östlich des Flusses verläuft die New Hampshire Route NH-28 durch den Ort.